# Claudio Figueroa
Claudio Andrés Figueroa Maturana (* 20. April 1960 in Catemu) ist ein ehemaliger chilenischer Fußballspieler. Der Mittelfeldspieler bestritt vier Länderspiele für die Nationalmannschaft.

## Karriere

### Verein
Claudio Figueroa spielte von 1987 bis 1990 bei Fernández Vial. Er bestritt über 100 Ligaspiele für den Verein aus Talcahuano und wurde 1989 Nationalspieler. Nach einem Jahr beim CD O’Higgins wechselte der zentrale Mittelfeldspieler zu Unión Española, bei dem er fünf Jahre spielte und dann seine Karriere beendete. Mit den Hispanos gewann Figueroa 1992 und 1993 die Copa Chile. Bei allen drei Profistationen war Nelson Acosta als sein Trainer aktiv.

### Nationalmannschaft
Im August 1987 war Figueroa im Kader der chilenischen B-Nationalmannschaft, die bei den Panamerikanischen Spielen in Indianapolis antrat. Dort gewann La Roja die Silbermedaille, nachdem sie im Halbfinale Argentinien mit 3:2 besiegt und im Finale gegen Brasilien mit 0:2 verloren hatte, und wurde somit Vizemeister des Turniers. Der Sieg gegen Argentinien war der erste Sieg einer chilenischen Männernationalmannschaft gegen den Nachbarstaat.
Das Debüt in der A-Nationalmannschaft gab Claudio Figueroa im Januar 1989 beim Freundschaftsspiel gegen Ecuador. Nur wenig später bestritt er zwei weitere Länderspiele bei der Copa Centenario de Armenia. Im Mai 1989 absolvierte Figueroa sein letztes Länderspiel beim Four Nations Tournament gegen Guatemala.

## Erfolge
Unión Española
- Chilenischer Pokalsieger: 1992, 1993

Chile B
- Silbermedaille bei den Panamerikanischen Spielen: 1987